# Noah Bennet
Noah Bennet is bekend als de 'Horn-Rimmed Glasses' (afgekort als: H.R.G) of Mr. Bennet. Het is een personage uit de Amerikaanse televisieserie Heroes van NBC en wordt gespeeld door Jack Coleman. De voornaam van Mr. Bennet was tot de aflevering How to stop an exploding man niet bekend. Mr. Bennet speelt mee sinds de aflevering "Genesis" van het eerste seizoen.

## Beschrijving van het personage
Noah Bennet werd geboren op 6 augustus 1962. Op het eerste gezicht lijkt Mr. Bennet een normale zakenman te zijn, die voor een papierbedrijf "Primatech Paper Comany" in Odessa, Texas werkt. Hij woont overigens in Odessa samen met zijn twee kinderen (Claire Bennet en Lyle Bennet) en zijn vrouw Sandra Bennet. Maar eigenlijk is Primatech slechts een dekmantel. Noah Bennet en zijn partners zoeken mensen over de hele wereld met superkrachten. Hiervoor kunnen ze de lijst van Mohinder Suresh zeker gebruiken. Bennet beweert dat hij de mensen enkel wil helpen hun krachten te gebruiken, hoewel er veel onverwachte omstandigheden zijn. 'The Company' werkt ook samen met mensen die gaven hebben, een belangrijke is 'de Haïtiaan' die de gave heeft andere mensen hun herinneringen uit te wissen. Anderen zijn Eden McCain (overtuigingskracht door haar stem), dokter 'Hank', een vrouw die 'Lisa' noemt en in het verleden Claude, of de onzichtbare man. Toen Matt Parkman (gedachtenlezer) vroeg of Mr. Bennet voor de FBI of de CIA werkte, kreeg hij het antwoord: 'Ik werk niet voor een organisatie met initialen'. Bennet is overigens ook heel beschermend ten opzichte van zijn geadopteerde dochter: Claire.
Volgens zijn rijbewijs woont Mr Bennet in '9 Juniper Lane, Odessa, Texas'. Hij spreekt vloeiend Japans en Oekraïens.
Mr. Bennet weet eigenlijk zelf niet wie er aan het hoofd van de organisatie staat en was compleet verrast toen bleek dat dit Mr. Linderman is. Hij wil het 'Tracking System' uitschakelen om zijn dochter Claire te beschermen, ondanks dat hij weet dat dit een mens is.

## Verhaallijn van het personage

### Eerste seizoen
In "Company Man" werd vermeld dat Mr. Bennet vroeger met Claude samen heeft gewerkt. Samen met Claude heeft Noah Claire gered, toen zij bijna stierf in de brand die haar moeder (Meredith Gordon) veroorzaakt had. Maar in opdracht van 'The Company' werd Noah ertoe gedwongen Claude te vermoorden, omdat hij iemand met gaven in bescherming nam en niet wilde zeggen wie dit was. Dankzij Bennet wordt Eden McCain, die gezocht wordt door verschillende instanties, een van de partners van 'The Company'. Hij geeft Eden de opdracht de naam van Claire van Chandra's lijst te halen. Doorheen het verhaal komt alles erop neer dat Mr. Bennet alles zou doen om het leven van zijn dochter Claire buiten gevaar te stellen, hij zou hiervoor zelfs zijn eigen leven geven. Hij is Peter dan ook dankbaar omdat deze het leven van Claire gered heeft in "Homecoming". Hij wil dan ook alles doen om Peter Petrelli te helpen de bom te stoppen.

#### Alternatieve toekomst
In "Five Years Gone" kon je zien dat Noah samenwerkte met Hana Gitelman. Zij hadden een eigen organisatie opgericht om mensen met speciale gaven te verstoppen, zodat zij niet kunnen vervolgd worden door de nieuwe regering. Hij probeert er alles aan te doen om Claire te overtuigen om te vluchten. Maar wanneer hij terugkomt merkt hij dat Hana vermoord is door Matt Parkman, die nu hoofd is van Homeland Security.

### Tweede seizoen
Noah verbreekt alle banden met The Company en gaat in het dorpje Costa Verde wonen in Californië. Hij neemt de schuilnaam Butler aan voor hem en zijn familie. Hoewel Noah met zijn vrouw heeft afgesproken geen geheimen meer te hebben werkt hij samen met Mohinder Suresh om samen The Company neer te halen. Mohinder zou The Company infiltreren en als dubbelagent werken. Na de dood van Kaito Nakamura toont Noah aan zijn vrouw een schilderij geschilderd door de vermoorde schilder Isaac Mendez waarop de dood exact wordt voorgesteld als in de krant. Noah heeft één schilderij in handen en weet dat het een serie van 8 is. Mohinder kreeg van The Company Isaacs oude loft aangewezen als lab voor z'n onderzoek naar de mogelijke genezing van het Shanti Virus. Als Bob zijn supervisor en tevens leider van The Company even weg is ziet hij z'n kans schoon om de schilderijen in opdracht van Noah te zoeken. Hij ontdekt het laatste schilderij in de reeks, en mailt die door naar Noah. Op het schilderij is Noah te zien, neergeschoten door het oog met op de achtergrond z'n dochter Claire in een omhelzing met een jongen.
Noah raakt in paniek en met de hulp van Mohinder roep hij de hulp in van De Haïtiaan een vreemd figuur en ex-werknemer van The Company maar vooral vriend van Noah. Hij heeft de kracht om gedachten te wissen en andere gaven te onderdrukken. Samen vertrekken ze naar Odessa, Oekraïne waar ze een bezoekje brengen aan de oude mentor van Noah, Yvan.
Noah vraagt waar de rest van de schilderijen zien maar die weigert het te zeggen, Noah gebruikt geweld en dood uiteindelijk Yvan.
Ze ontdekken de schilderijen in een oude loods, waarop verschillende taferelen uit de toekomst staan. De belangrijkste voor Noah is die van Mohinder die net een geweer heeft afgevuurd. Noah gelooft dat het Mohinder zal zijn die hem zal doden maar ongelovig schudt hij die gedachte weg. Bij zijn thuiskomst ontdekt hij dat z'n dochter een vriendje heeft.
Noah vreest dat hij de jongen is vanop het schilderij en eist van haar dat ze hem niet meer ziet. De jongen, West die de gave van vliegen heeft, kent Noah toen hij 12 jaar was werd West ontvoerd door The Company en door Noah die toen voor The Company werkte. Als West dit ontdekt moet hij niets meer weten van haar.
The Company experimenteert intussen met een nieuwe vorm van het Shanti Virus die Niki Sanders heeft doordat zichzelf injecteerde. Mohinder ontdekt dat de oude remedie namelijk zijn bloed niet meer werkt en Bob vertelt hem dat de genezing te vinden is bij Claire. The Company heeft hem de opdracht Claires bloed te nemen en geven hem ook een geweer voor het geval haar vader moeilijk doet. Mohinder geeft toe dat hij al een tijdje met Noah samenwerkt om The Company neer te halen, maar dat hij nu twijfelt aan de goede bedoeling van Noah, nu hij ontdekt heeft dat hij Yvan gedood heeft.
In Costa Verde maakt de familie zich klaar om te vertrekken, een klein artikel in de lokale krant verraadt Claires locatie. Hoewel Claire er zelf heel rustig overheen gaat, is Noah helemaal in paniek. Hij belt Mohinder op en vraagt of hij met behulp van zijn adoptieve dochter Molly Walker West kan opzoeken. Bij het naar buiten gaan wordt Noah echter door West aangevallen. Nadat Noah West overmeestert krijgt hij telefoon van Mohinder die een andere locatie aangeeft voor West. Noah beseft dat Claire in gevaar is en roept de hulp in van West.
Mohinder en Noah hebben een gesprek waarin blijkt dat Mohinder overgestapt is. De dochter van Bob Elle is meegekomen om Mohinder te assisteren. Als zij wordt neergehaald door West, richt Mohinder in paniek zijn geweer op Noah waardoor het schilderij van hem met geweer waar wordt. Noah slaat Mohinder knockout en neemt Elle mee. Intussen zit Claire op school als ze wordt aangesproken door Bob. Claire vertrouwt Bob, tot die plots haar echte achternaam, Bennet zegt. Paniekerig loopt ze naar huis waar Bob haar moeder overmeestert en Claire meeneemt.
Als Noah thuiskomt en z'n vrouw vastgebonden terugvindt, besluit hij Bob te bellen. Noah zegt hem dat als hij ook maar 1 vinger naar Claire uitsteekt hij Elle zal doden. Bob is intussen bezig met het aftappen van bloed van Claire. Hij maakt een afspraak waar ze de uitwisseling zullen regelen. Mohinder en Bob brengen een vastgebonden Claire mee, terwijl West en Noah een vastgebonden Elle meenemen. De uitwisseling verloopt vlot tot West met Claire wegvliegt, Elle bevrijdt zich en schiet met haar gave (bliksem) Claire en West neer. Noah schiet Elle in de arm en Bob komt naar haar toegelopen. Noah bereidt zich voor om Bob te doden maar het moment dat hij de trekker wil overhalen wordt hij in het oog geraakt door Mohinder. Claire wordt op de achtergrond tegengehouden door West. Hiermee komt de voorspelling uit.
Die avond wordt in de gebouwen van The Company het levenloze lichaam van Noah geïnjecteerd met Claires bloed waardoor hij onmiddellijk geneest en weer tot leven komt. Mohinder legt hem uit dat Claire denkt dat Noah dood is, en dat ze zullen met rust gelaten worden.
Claire laat het hier niet bij en wil The Company opdoeken, als Bob dit hoort zegt hij tegen Noah dat ze haar zullen moeten doden. Noah wil het leven van z'n dochter redden en maakt een deal met the company, hij gaat weer voor hen werken als zij zijn familie met rust laten.

### Derde seizoen
Begin seizoen 3 wordt Noah gevangen door The Company maar bevrijd door Elle om te helpen een aanval van Syler op Level 5 te stoppen. Later moet hij op bevel van Angela Petrelli met Sylar gaan samenwerken om een groep ontsnapte supermensen te vangen. Sylar blijkt zoals te verwachten niet betrouwbaar en ontsnapt al snel aan Noahs aandacht. In de erop volgende afleveringen jaagt Noah op zowel Syler als Elle. De jacht komt tot een explosief einde wanneer Claire Syler blijkbaar dood en Primatech in vlammen opgaat.
Na dit alles gaat Noah samenwerken op Nathan Petrelli. Hij blijft jacht maken op supermensen. Sylar blijkt nog te leven en doet zich voor als Noahs vrouw Sandra. Hierdoor vertrouwd Noah niemand meer en wordt als een gek gezien door Danko en zijn mannen. In de laatste aflevering wordt Noah gevangen door agenten van Building 26. Hij ontmoet Danko weer en stelt hem een samenwerking voor. Ze overmeesteren Sylar, en met behulp van Angela Petrelli en Matt Parkman zorgen ze dat de persoonlijkheid van Nathan, van wiens gedachten en herinneringen men kunstmatig een kopie heeft gemaakt, de overhand krijgt in Sylars lichaam.

### Vierde seizoen
In seizoen 4 wil Noah the Company nieuw leven inblazen, maar nu met toestemming van de overheid. Tevens biecht hij aan Claire op wat hij met Nathan en Syler gedaan heeft.